# Södermanlands båtsmanskompani

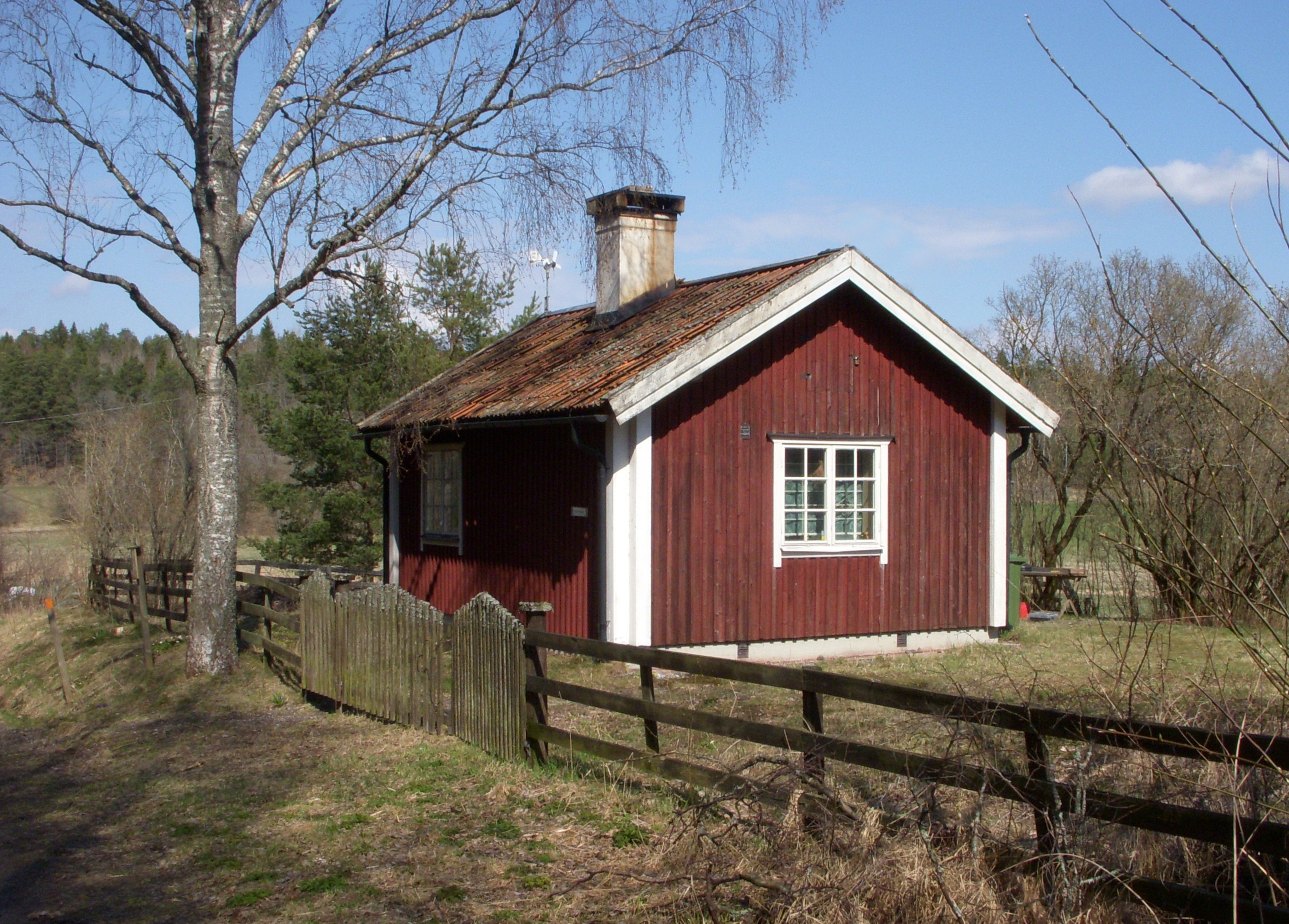
Hanestorp i trakten Orlångsjö tillhörde Södermanlands båtsmanskompani 1716-1888.

Södermanlands båtsmanskompani sattes upp år 1641. Kompaniets båtsmän kom från rotar ur södra delen av Stockholms län, Sotholms härad, Svartlösa härad, Öknebo härad och Värmdö skeppslag. Båtsmanskompaniet var av typen roterande båtsmanshåll och tillhörde Stockholms örlogsstation.
År 1645 ingick Södermanlands båtsmanskompani i 1:a skeppsregementet tillsammans med Östgöta båtsmanskompani, Ölands båtsmanskompani, Gotlands båtsmanskompani, Smålands båtsmanskompani och Skåne/Blekinge båtsmanskompani.
Första Södermanlands Båtmans Comagnie bestod år 1683 av totalt 189 båtsmän, varav 84 från Sotholms härad, 22 från Svartlösa, 36 från Öknebo samt 47 från Värmdö.
År 1845 sattes ytterligare ett kompani upp, 2:a Södermanlands båtsmanskompani. Fördelningen av 1:a Södermanlands båtsmanskompani på häradets rotar var 42 på Ösmo socken och Sorunda socken och 42 på Dalarö socken, Muskö socken, Ornö socken, Utö socken, Västerhaninge socken och Österhaninge socken. Efterhand krympte kompaniet till 134 båtsmän.

## Torp i Södermanlands båtsmanskompani
- Myrstugan, No 102 (idag i Vårby herrgårdspark)
- Hanestorp, No 107 (idag i  Orlångens naturreservat)
- Båtsmanstorpet Östberg, No 132 (idag på Torekällberget)